# Nisporeni
Nisporeni is een gemeente - met stadstitel - en de hoofdplaats van de Moldavische bestuurlijke eenheid (unitate administrativ-teritorială) Nisporeni.
De gemeente telt 14.500 inwoners (01-01-2012). 
Met CSF Speranța Nisporeni beschikt de stad over één professionele voetbalclub.